# Dirk Blübaum
Dirk Blübaum (* 4. Mai 1961 in Detmold) ist ein deutscher Kunsthistoriker und seit Juli 2020 Leiter der Landesstelle für die nichtstaatlichen Museen in Bayern.

## Leben
Nach dem Abitur 1981 am Gymnasium Wilhelmstraße in Holzminden studierte Blübaum bis 1987 Kunstgeschichte, Neuere deutsche Literatur, Klassische Archäologie und Niederlandistik an der Universität Marburg und der Universität Leiden. Er schloss sein Studium mit einer Magisterarbeit über den niederländischen Maler Wim Schuhmacher (1894–1986) ab. Von 1987 bis 1989 war er Wissenschaftlicher Mitarbeiter im Bildarchiv Foto Marburg. Ab 1991 war er am Bodensee-Museum in Friedrichshafen tätig; 1994 wurde er Leiter der Abteilung Kunst dieses Museums, ab 1996 Zeppelin Museum Friedrichshafen – Technik und Kunst.
1994 wurde er mit einer Dissertation zur Behandlung der Kunst der Alten Meister in der Zeitschrift Onze Kunst. Kunstgeschichte im Spannungsfeld von Sprache und Politik in Belgien zum Dr. phil. promoviert. Seit dem Wintersemester 2007 hatte er einen Lehrauftrag im Fach Kunstgeschichte an der Universität Trier.
Ende 2008 berief ihn die Landesregierung von Mecklenburg-Vorpommern mit Wirkung vom 1. Februar 2009 zum Nachfolger von Kornelia von Berswordt-Wallrabe als Direktor des Staatlichen Museums Schwerin mit den drei Standorten Schwerin (Galeriegebäude und Schlossmuseum), Schloss Güstrow und Schloss Ludwigslust.
In seine Amtszeit fällt die Schenkung der umfangreichen Sammlung niederländischer Malerei des 16. bis 18. Jahrhunderts des Verlegers Christoph Müller im Jahr 2013. Die 155 flämischen und holländischen Gemälde sind die wohl größte Schenkung von Altmeistergemälden, die ein deutsches Museum nach dem Zweiten Weltkrieg erhalten hat. Ebenso wurde in seiner Amtszeit der Ostflügel des Schlosses Ludwigslust restauriert. 2014 konnte eine Einigung über die herzogliche Sammlung und deren Erwerb erreicht werden. 2016 erhielt das Schweriner Galeriegebäude einen Erweiterungsbau.
Mit der Gründung der Landesbehörde Staatliche Schlösser, Gärten und Kunstsammlungen Mecklenburg-Vorpommern 2018 wurde das Staatliche Museum Schwerin (ohne Güstrow und Ludwigslust) zu einer Abteilung dieser Behörde herabgestuft. Blübaum und sein Arbeitgeber, das Finanzministerium, einigten sich auf eine Beendigung seines Arbeitsvertrages bis spätestens 2020.
Seit dem 1. Juli 2020 ist er Leiter der Landesstelle für die nichtstaatlichen Museen in Bayern in München.